# Pimelia
Pimelia és un gènere de coleòpters polífags de la família dels tenebriònids,
subfamília Pimeliinae. Pimelia conté moltes espècies especialment abundants en indrets àrids. A les illes Balears, per exemple, hi viu Pimelia criba i a les illes Pitiüses existeix l'espècie endèmica Pimelia elevata que és coneguda amb el nom comú de fura.

## Taxonomia
Pimelia inclou les espècies següents:
- Pimelia aculeata (Klug, 1830)
- Pimelia akbesiana (Fairmaire, 1884)
- Pimelia angulata (Fabricius, 1775)
- Pimelia angusticollis (Solier, 1836)
- Pimelia arabica (Klug, 1830)
- Pimelia arenacea (Solier, 1836)
- Pimelia ascendens (Wollaston, 1864)
- Pimelia baetica (Solier, 1836)
- Pimelia bajula (Klug, 1830)
- Pimelia barmerensis (Kulzer, 1956)
- Pimelia bipunctata (Fabricius, 1781)
- Pimelia boyeri (Solier, 1836)
- Pimelia brevicollis (Solier, 1836)
- Pimelia canariensis (Brullé, 1838)
- Pimelia capito (Krynicky, 1832)
- Pimelia cephalotes (Pallas, 1781)
- Pimelia costata (Waltl, 1835)
- Pimelia cribra (Solier, 1836)
- Pimelia elevata (Sénac, 1887)
- Pimelia estevezi (Oromí, 1990)
- Pimelia fairmairei (Kraatz, 1865)
- Pimelia fernandezlopezi (Machado, 1979)
- Pimelia fornicata (Herbst, 1799)
- Pimelia goryi (Solier, 1836)
- Pimelia graeca (Brullé, 1832)
- Pimelia grandis (Klug, 1830)
- Pimelia granulata (Solier, 1836)
- Pimelia granulicollis (Wollaston, 1864)
- Pimelia grossa (Fabricius, 1792)
- Pimelia incerta (Solier, 1836)
- Pimelia indica (Sénac, 1882)
- Pimelia integra (Rosenhauer, 1856)
- Pimelia interjecta (Solier, 1836)
- Pimelia laevigata (Brullé, 1838)
- Pimelia lutaria (Brullé, 1838)
- Pimelia maura (Solier, 1836)
- Pimelia minos (Lucas, 1853)
- Pimelia modesta (Herbst, 1799)
- Pimelia monticola (Rosenh., 1856)
- Pimelia orientalis (Senac, 1886)
- Pimelia payraudi (Latreille, 1829)
- Pimelia perezi (Sénac, 1887)
- Pimelia punctata (Solier, 1836)
- Pimelia radula (Solier, 1836)
- Pimelia repleta (Reitter, 1915)
- Pimelia rotundata (Solier, 1836)
- Pimelia rotundipennis (Kraatz, 1865)
- Pimelia rugosa (Fabricius, 1792)
- Pimelia rugulosa (Germar, 1824)
- Pimelia ruida (Solier, 1836)
- Pimelia scabrosa (Solier, 1836)
- Pimelia sericea (Olivier, 1795)
- Pimelia simplex (Solier, 1836)
- Pimelia sparsa (Brullé, 1838)
- Pimelia subglobosa (Pallas, 1781)
- Pimelia testudo (Kraatz, 1885)
- Pimelia undulata (Solier, 1836)
- Pimelia variolosa (Solier, 1836)
- Pimelia ventricosa (Falderm., 1837)
- Pimelia verruculifera (Soliér, 1836)
- Pimelia villanovae (Sénac, 1887)